# Phalaenopsis bellina
Phalaenopsis bellina (Rchb.f.) Christenson, 1995 è una pianta della famiglia delle Orchidacee .

## Descrizione
È un'orchidea di piccole dimensioni, epifita che cresce su tronchi d'albero e spesso pende dai rami sporgenti su corsi d'acqua, con un gambo corto, eretto o ascendente, completamente avvolto da guaine fogliari, con foglie pendule, larghe arrotondate, di colore verde chiaro. La fioritura avviene in estate - autunno con un'infiorescenza a racemo eretta o arcuata, lunga 7 centimetri che porta numerosi fiori, ma di solito non se ne aprono più di tre alla volta. I fiori avvolti da brattee floreali ovate sono grandi mediamente 5 centimetri, sono molto profumati e hanno petali e sepali di un colore che sfuma dal verde chiarissimo quasi bianco al rosa viola verso il centro. Il labello ha sfumature gialle.

## Distribuzione e habitat
La specie è endemica del Borneo.
Cresce epifita in foreste pluviali di pianura, spesso paludose, lungo i corsi d'acqua, dal livello del mare fino massimo a 200 metri di quota.

## Sinonimi
Phalaenopsis bellina f. bowringiana (Rchb.f.) Christenson,  1995

Phalaenopsis bellina f. murtoniana (Rchb.f.) Christenson, 1995

Phalaenopsis bellina f. punctata (Rchb.f.) Christenson, 1995

Phalaenopsis bellina f. alba Christenson, 2001

Phalaenopsis bellina f. chloracea (Rchb.f.) O.Gruss & M.Wolff,  2007

Phalaenopsis violacea var. chloracea Rchb.f., 1884

## Coltivazione
Questa pianta richiede acqua durante tutto l'anno con vaporizzazioni nella stagione di fioritura, esposizione all'ombra temperature calde. Questa specie ha la particolarità di rifiorire dalle vecchie infiorescenze dell'anno prima, quindi è consigliabile non tagliare le parti ancora verdi delle vecchie infiorescenze.